# Kłobuck
Kłobuck (udtale: [ˈkwɔbut͡sk])  er en by i den   nordvestlige  del af  voivodskabet Schlesien i  det sydlige Polen. Byen   har 12.513(2021) indbyggere og et areal på 	47,53  km², og er administrationsby i powiatet Kłobuck.  Historisk set hører Kłobuck til Lillepolen, og ligger nær grænsen til to andre polske historiske provinser – Storpolen, og Schlesien. Byen ligger blandt bakkerne i Lillepolen Højland. Det meste af Kłobuck ligger 240 til 260 moh., og det højeste punkt inden for byens område er Dębowa Góra (284 moh.)

## Historie
Kłobuck fik byrettigheder i 1339, under kong Kasimir 3. den Store. På det tidspunkt lå den langs den befærdede handelsvej fra Lillepolen til Storpolen. Længere mod nord, nær Wieluń, delte vejen sig i to retninger – nordvest til Poznań, og sydvest til Wrocław. Ifølge Jan Długosz, som selv var kannik i Kłobuck, blev den lokale St. Martin og Margaret-kirke bygget i 1144. Kłobuck var et stort lokalt handelscenter med en del håndværkere, og i 1658 blev det sæde for en starosta. Som et resultat af Karl 10. Gustavs polske krig og følgelig på grund af stigningen i afgifter  til Jasna Góra kloster, begyndte byens velstand at gå tilbage.  Kłobuck blev en del  af Kongeriget Preussen, og var  kortvarigt en del af Nyshlesien efter Polens tredje deling. I 1807 blev Kłobuck indlemmet i det kortvarige polske Hertugdømmet Warszawa, og efter dets opløsning faldt det til det Russiske Rige i 1815. Mellem 1870 og 1917 var Kłobuck en landsby efter ordre fra zaristiske myndigheder.